# The Rose of Blood

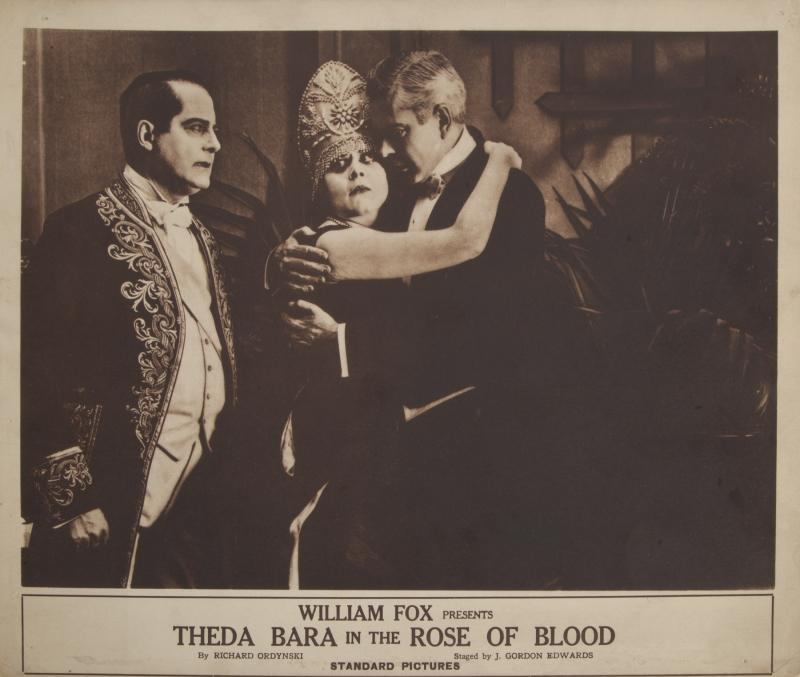
Theda Bara em The Rose of Blood

The Rose of Blood (Brasil: Rosa Cor de Sangue ) é um filme de drama mudo norte-americano de 1917, dirigido por J. Gordon Edwards e estrelado por Theda Bara. Com roteiro escrito por Bernard McConville, o filme foi baseado na história "The Red Rose", de Ryszard Ordynski.

## Sinopse
Drama de espionagem alemã: a historia de uma mulher dividida entre o comunismo e o homem que ama.

## Elenco
- Theda Bara como Lisza Tapenka
- Genevieve Blinn como Governess
- Charles Clary como Principe Arbassoff
- Marie Kiernan como Kosyla
- Joe King como Primeiro-ministro
- Herschel Mayall como Koliensky
- Ryszard Ordynski como Vassea
- Hector Sarno como Revolucionista
- Bert Turner como Princesa Arbassoff

## Status de preservação
O filme atualmente é considerado perdido.